# Сомо Кон Порто (Кремона)
Сомо Кон Порто је насеље у Италији у округу Кремона, региону Ломбардија.
Према процени из 2011. у насељу је живело 97 становника. Насеље се налази на надморској висини од 31 м.